# Per una lira
Per una lira è una canzone scritta nel 1966 da Lucio Battisti e Mogol, interpretata originariamente da I Ribelli e poi dallo stesso Battisti.

## Testo

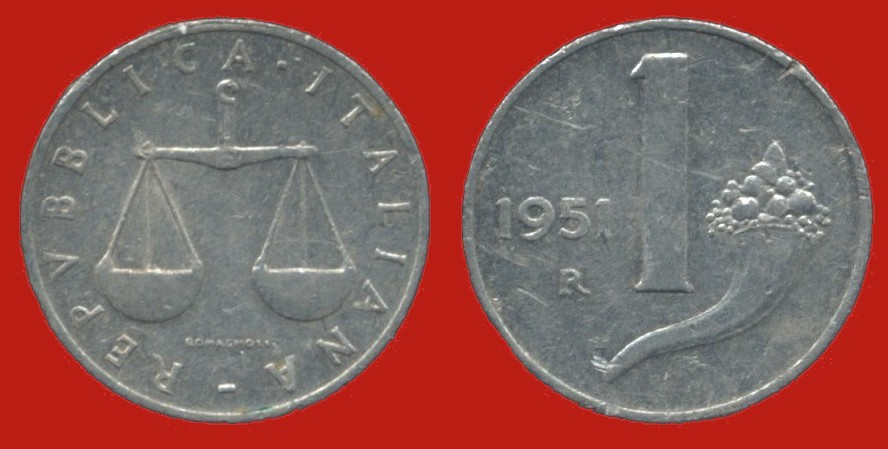
La moneta da una lira in uso all'epoca della composizione del brano

Il testo, scritto da Mogol, ha come protagonista un ragazzo deluso nei suoi ideali e nell'amore, tanto da affermare di volerli vendere per una lira (cioè per una cifra irrisoria), come se non valessero nulla. Al potenziale compratore, che dovrebbe quindi appropriarsene, il protagonista suggerisce che «basta ricordare / di non amare», sottintendendo cioè che l'unico modo di vivere sentimenti e ideali senza esserne feriti sia la disillusione e il cinismo.
Anche se oggi può apparire come ingenuo e minimale, il testo era in realtà molto anticonformista per l'Italia dell'epoca, dove una visione nichilistica del mondo era mal vista tanto dalla cultura politica e musicale in auge, quanto dalla controcultura e dalle opposizioni politiche. Il testo, quindi, non esprime un semplice sentimento di delusione adolescenziale, ma tratteggia una vera e propria protesta generazionale contro la società ereditata dalle precedenti generazioni.
Il tema è simile a quello che sarà trattato dieci anni più tardi in Io ti venderei, anche se quest'ultima pone l'accento sulla sfera personale e non tanto sul mondo intero.
Intervistato sul perché scrivere un pezzo così privo di speranze, nel 1966 Battisti dichiarò: «Perché credere nei sogni? Perché credere nell'amore? Io credo di aver capito che il mondo è cretino. Allora, come posso prenderlo sul serio? Mi comporto cercando di sfuggire il più possibile al dolore. E siccome canto, canto la biografia dei sentimenti comuni».

## Composizione
Le origini della canzone risalgono al 1965, quando Battisti non conosceva ancora Mogol ed era chitarrista nella band I Campioni. In quell'anno il musicista compose un brano intitolato Sei ancora mia o Sei stata mia, i cui testi vennero scritti dal leader della sua band, Roberto Matano. Di questa prima versione, rimasta inedita, si può avere un'idea grazie all'interpretazione offerta dallo stesso Matano nella trasmissione televisiva L'altro Battisti andata in onda su Rai 2 nel 1999.
Sul finire dello stesso anno, Battisti venne presentato a Mogol che, una volta convintosi del potenziale del musicista, iniziò a rielaborare le canzoni presenti nel suo primordiale repertorio, tra cui anche Sei ancora mia. Mogol riscrisse il testo della canzone, che prese il titolo di Per una lira.
All'epoca, Battisti doveva ancora scoprirsi cantante, ed era appena agli inizi anche come autore; per tale ragione, la canzone rimase per diverso tempo all'interno di un repertorio che Battisti presentava ad altri gruppi e cantanti, in cerca di qualcuno che le interpretasse.

## Interpretazione de I Ribelli
Grazie all'intercessione di Mogol, Per una lira fu presentata a Mariano Detto, arrangiatore di fiducia del Clan Celentano, che apprezzò molto la canzone e procurò a Battisti un appuntamento con Adriano Celentano.
All'incontro, avvenuto all'inizio del 1966, Mogol cercò energicamente di promuovere il compositore reatino e la canzone, ma Celentano non ne fu pienamente convinto e non la ritenne adatta a lui. Il Molleggiato ha ricordato l'incontro in questi termini:
(Adriano Celentano, 1998)
Nonostante il rifiuto, Celentano non disprezzava la canzone e suggerì di proporla al suo gruppo di supporto, I Ribelli. Questi ultimi incontrarono Battisti su segnalazione della editrice musicale Christine Leroux; Battisti propose loro Per una lira insieme ad altri brani, e la canzone piacque subito al gruppo, che decise di inciderla.
L'arrangiamento fu curato da Natale Massara e Mariano Detto, che si occupò anche di scrittura delle partiture e di dirigere archi e fiati. Le registrazioni avvennero negli studi Phonogram di piazza Cavour 5 a Milano.
La canzone fu pubblicata su singolo nel luglio del 1966, come lato A del 45 giri Per una lira/Ehi... voi!. Fu la quinta canzone composta da Battisti ad essere pubblicata, preceduta solo da Se rimani con me, Dolce di giorno, Le ombre della sera e Che importa a me.

### Ricezione critica e commerciale
La canzone ebbe un discreto successo e raggiunse il 50º posto nella hit parade settimanale.
Nel 1966 la rivista femminile Bella scrisse che «La canzone di Lucio Per una lira ha lasciato tutti i ragazzi della sua età addirittura sconcertati. Di solito l'amore, che rientra in tutte le nostre canzoni, è rappresentato come qualcosa di sofferto, ma ugualmente di desiderato. Lucio invece capovolge tutto. Per una lira è disposto a vendere i sogni, la ragazza, se stesso e il resto».

## Interpretazione di Battisti del 1966
Nel frattempo, Mogol aveva intuito le potenzialità di Battisti come cantante, e aveva faticosamente ottenuto dai dirigenti della Ricordi la pubblicazione di un singolo come interprete. Per il lato A del singolo, Battisti puntò proprio su Per una lira, decidendo di realizzarne una propria versione quasi contemporaneamente a quella dei Ribelli.
La registrazione venne effettuata negli studi Ricordi di Milano nel marzo del 1966, e il transfer fu effettuato il 29 aprile.
La versione di Battisti del 1966 si apre con una schitarrata di chitarra a dodici corde definita "rombante", che si rifà al sound dei primi Byrds e degli Animals, gruppi che Battisti apprezzava molto.

### Pubblicazioni e ricezione commerciale
L'interpretazione di Battisti fu pubblicata il 23 luglio 1966, in versione monofonica, nel singolo Per una lira/Dolce di giorno. La canzone ebbe scarsissimo successo commerciale: del 45 giri vennero vendute appena 520 copie.
Anche in seguito all'approdo di Battisti al successo, questa versione del brano rimase semisconosciuta, venendo ripubblicata solamente nel 1977 (sempre in versione monofonica, come allegato alla rivista Tutto) e poi il 28 maggio 2013 nel cofanetto di rarità Battisti - Note e non note, stavolta in versione stereofonica, che così è stata pubblicata per la prima volta in assoluto.

### Ricezione critica
Nonostante il fiasco, il brano si fece conoscere tra i colleghi e gli addetti ai lavori come fortemente innovativo. Massimo Ranieri ha dichiarato:
(Massimo Ranieri, 2003)

## Interpretazione di Battisti del 1969
Nel 1969 Battisti iniziava ormai ad affermarsi anche come cantante, e si stava preparando la pubblicazione di un primo album a 33 giri (l'eponimo Lucio Battisti), che facesse da summa delle canzoni da lui interpretate finora. Per l'occasione Battisti decise di includervi anche Per una lira, ma decise di inciderne una nuova versione anziché utilizzare quella del 1966.

### Registrazione
La registrazione avvenne negli studi "Sax Records" di Milano. Le sessioni ebbero luogo il 13 gennaio 1969 dalle 9:00 alle 14:30; il 17 gennaio 1969 dalle 15:00 alle 18:30; il 22 gennaio 1969 dalle 9:00 alle 13:00; il 23 gennaio 1969 dalle 9:00 alle 13:30 furono registrate le basi ritmiche; l'ultima settimana di gennaio del 1969 furono registrate sovraincisioni e voci.
Inoltre, le sovraincisioni di archi e fiati furono registrate negli studi Ricordi di Milano nel febbraio del 1969.

### Musica
Nella versione del 1969, Battisti cambia completamente l'arrangiamento folk della versione precedente, e adotta uno stile vicino al R'n'B e al soul. Le chitarre vengono completamente eliminate e il principale strumento diventa l'organo hammond, che compare sin dall'introduzione, e gli ottoni.

### Esibizioni dal vivo
Battisti ha cantato dal vivo un accenno della canzone, accompagnandosi al pianoforte, nella puntata del 2 giugno 1970 del programma televisivo Speciale per voi, andato in onda sul secondo canale Rai. Il video dell'esibizione è stato inserito nel VHS Le immagini più belle di un mito intramontabile pubblicato nel 1992 e nel DVD Il nostro canto libero pubblicato nel 2007.

## Interpretazione di Giuliano Palma & the Bluebeaters
Nel 2009 Giuliano Palma & the Bluebeaters realizza una reinterpretazione di Per una lira, pubblicata come primo singolo estratto dall'album Combo, edito il 6 novembre 2009 per la Universal.

## Altre versioni
Nel corso del tempo, il brano è stato reinterpretato da molti altri artisti, tra cui:
- Ilaria Galassi, album Non è la Rai, 1993[19]
- Cristiano Malgioglio, album Señor Battisti, 1996 (in spagnolo, con il titolo Por cien pesetas)[20]
- Banda Milord, album Battisti latino, 1998[21]
- Raffaele Tedesco, album Le canzoni con Battisti-6, 1999[21]
- Lombroso, album Respiriamo liberi (Un omaggio a Lucio Battisti), 2005[21]